# Dějiny od založení Města

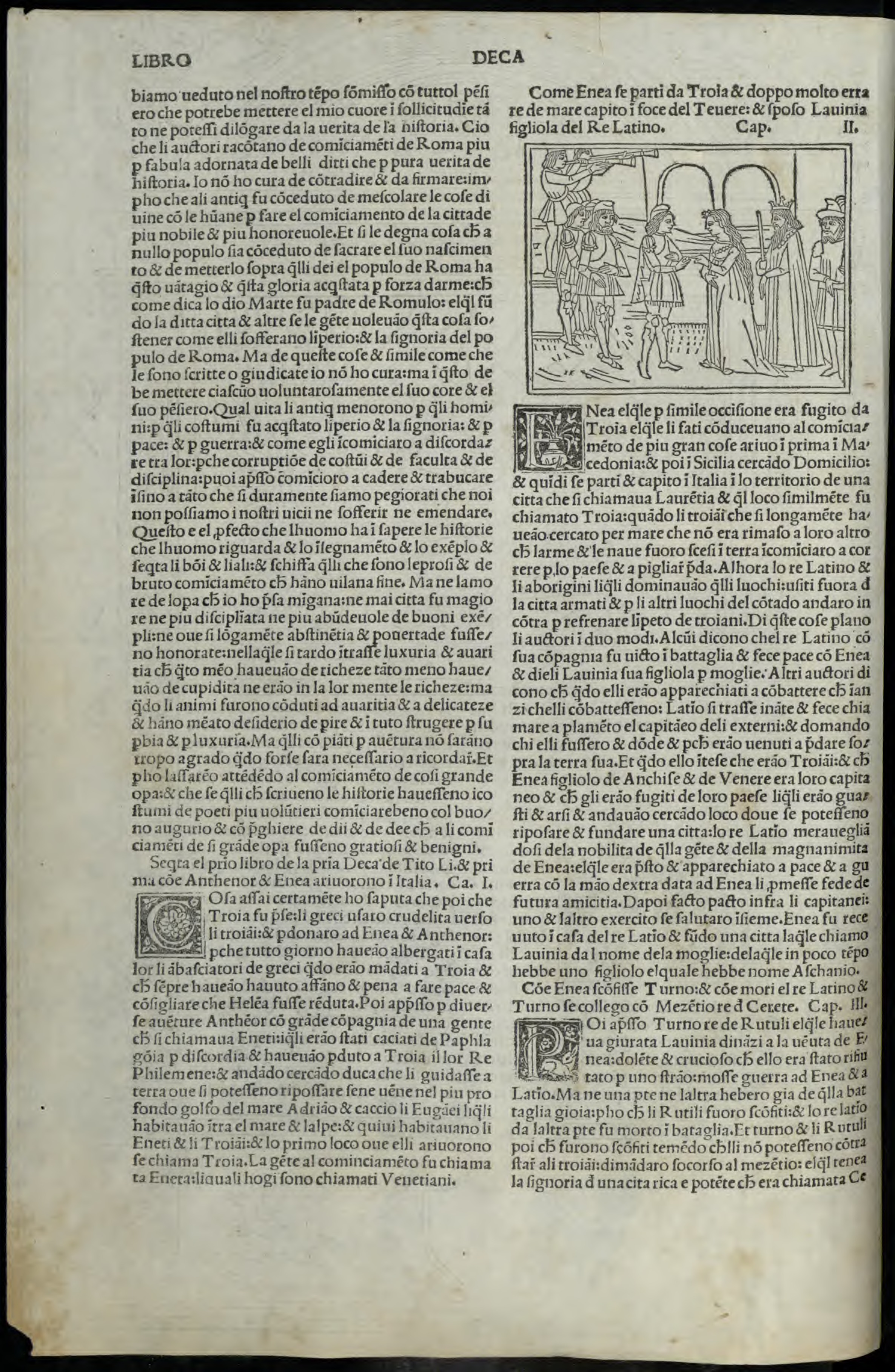
Ab urbe condita (prvotisk, 1493

Dějiny od založení Města (Ab urbe condita libri) jsou hlavním dílem římského historiografa a prozaika Tita Livia († asi 17 n. l.).

## Záměr a dílo

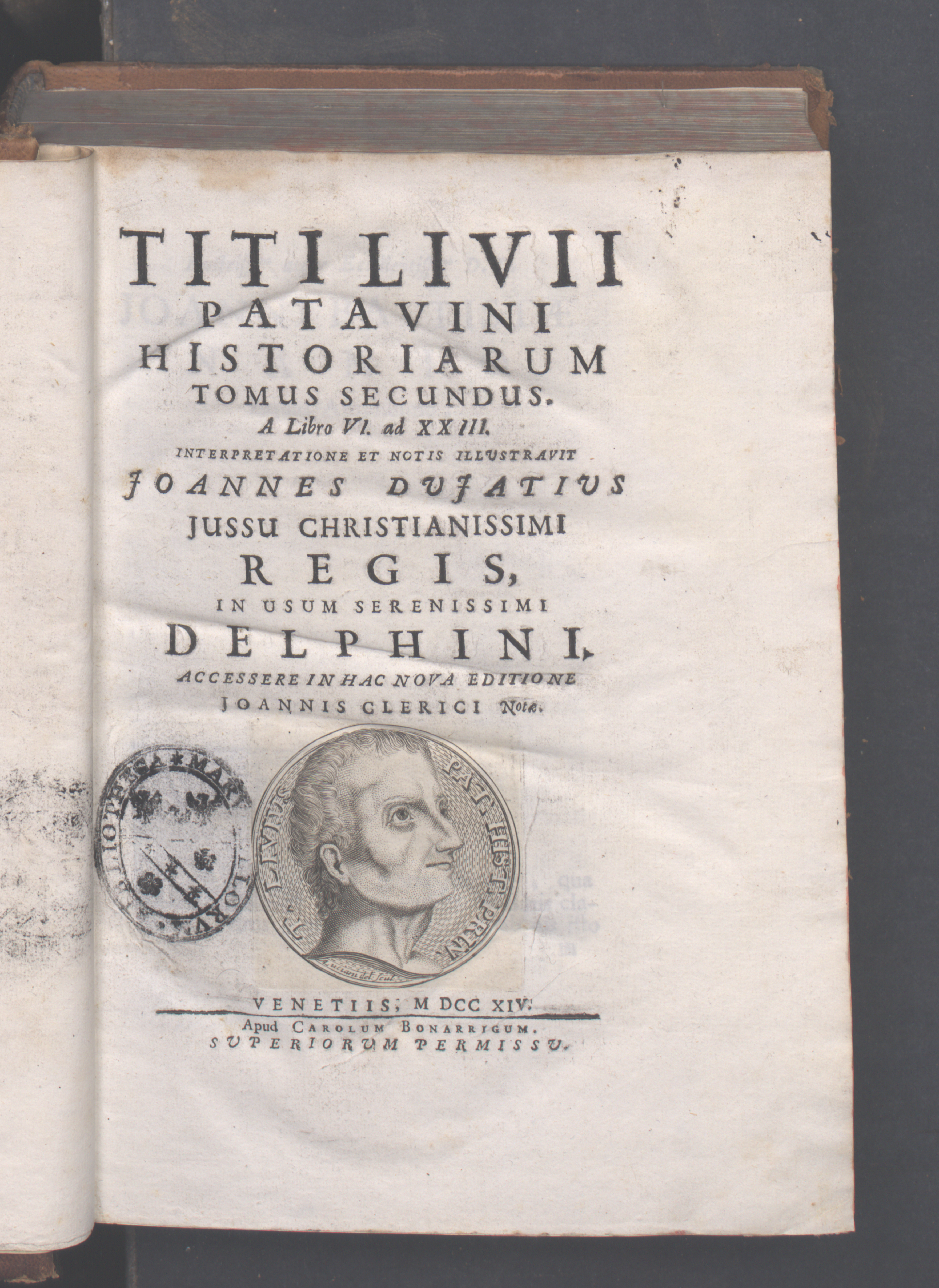
Ab Urbe condita, 1714

Liviovým záměrem bylo sepsat celé římské dějiny od založení města až po jeho současnost do 150 knih, podařilo se mu jich však sepsat „pouze“ 142. Na záměr sepsat 150 knih se usuzuje jednak proto, že bylo zvykem psát kulatý počet knih, jednak proto, že historická díla tohoto rozsahu obvykle končila nějakou významnou událostí. Ab urbe condita však končí méně významnou smrtí Drusa v Germanii (9 př. n. l.), a pravděpodobně mělo končit smrtí císaře Augusta (14 n. l.) Dílo se obvykle dělí na dekády (desítky knih), což není dělení původní, ale vzniklo pravděpodobně až v 5. století.

## Zachovaná část
Do dnešní doby se zachovala pouze malá část, totiž 35 knih. Jde o první dekádu (knihy 1–10), spolu s předmluvou k celému dílu. V té jsou zaznamenány spíše mytologické dějiny Říma od Aeneova příchodu do Itálie až po konec samnitských válek. Další, umělecky i historicky nejhodnotnější zachovaná dekáda je třetí (knihy 21–30). Ta zachycuje druhou punskou válku (218–201 př. n. l.). Dále se zachovala dekáda čtvrtá a polovina páté (knihy 31–45). Tyto části líčí římskou politiku na Východě (v Řecku a Sýrii). Zachovaná část končí vítězstvím vojevůdce Aemilia Paulla nad makedonským králem Perseem v roce 167 př. n. l. Ze zbývajících knih jsou zachovány jen zlomky a tzv. periochy – stručné obsahy či výtahy všech knih od neznámého autora, pocházející patrně ze 4. století. Chybí pouze výtahy knih 136 a 137.

## Hodnocení
Titus Livius byl nejen historik, ale také umělec a spisovatel, a jeho dílo nelze tudíž poměřovat moderními nároky na objektivní historickou práci. Jeho záměrem byla také oslava dávné římské minulosti a hrdinství jeho občanů, jak to odpovídalo Augustovu programu obnovy římského vlastenectví. Přesto velmi pečlivě studoval dostupné prameny, latinské i řecké; zejména pro nejstarší období si byl ovšem sám vědom, že jsou spíše legendární. Přesto je jeho dílo významným zdrojem informací o římských dějinách, jak je viděli sami Římané. Livius také postupoval ve svém psaní chronologicky rok od roku, což mimo jiné umožňuje sestavit přehled římských konzulů, podle nichž se jednotlivé události často datovaly.

## Odezva díla
Liviovo dílo se v západní Evropě stále opisovalo a četlo. V renesanci podnítilo Niccolò Machiavelliho k sepsání díla Rozpravy nad prvními deseti knihami Tita Livia a západní političtí myslitelé se jím často inspirovali, zejména v osvícenství a při zakládání novověkých demokracií. Až do 20. století patřil Livius k povinné četbě studentů gymnázií, často se citovalo a zůstává pramenem okřídlených rčení a citátů.